# 龍洞 (台灣)
龍洞，是位於台灣東北部海濱的一個自然觀光景點，行政上隸屬於新北市貢寮區，面臨東海，目前由東北角暨宜蘭海岸國家風景區管理。早期文獻也寫作撈洞，因其灣岸弧形有如蛟龍盤據而易為今名。

## 地形
具有龍洞岬、龍洞灣海域、以及整個東北角海岸風景區中出露最古老的岩石，和雄偉的海崖。其中龍洞岬是由砂岩所構成，龍洞灣則是頁岩與砂頁岩在海浪的侵蝕下快速後退所形成的海灣；再兩者間鋪有步道供遊客行走、賞景。全區以龍洞隧道為界，分成龍洞灣公園與龍洞南口海洋公園兩個遊憩區，遊客除了可在此聽濤觀景、游泳、浮潛、生態觀察之外，尚能從事攀岩、健行等戶外休閒活動。發達的海蝕平臺，則是觀察綠藻、蜑螺、海參、蛇尾、寄居蟹、海兔等海濱生物以及珊瑚藻、海葵、藤壺的好地方。

## 地質
龍洞岬鄰近海岸岩石乃北部地區最古老的地層，沈積的時代約為3500萬年，佈滿堅硬四稜砂岩，600萬年前的造山運動將海盆中的岩層推擠，隆起形成山脈。受到風化與侵蝕作用，形成了龍洞岬。

## 歷史
台灣清治末期，撈洞地區為一街庄，稱為「撈洞庄」，隸屬於三貂堡。該庄東邊臨海，南與澳底庄、雞母嶺庄為鄰，西邊為燦光藔庄，西北邊為草山庄，北邊為鼻頭庄。
1901年（日治明治三十四年）11月，該庄隸屬於基隆廳，編入第十二區。1905年（明治三十八年）7月，第二區改名「澳底區」。1920年（大正九年），該庄改制為「撈洞」大字，隸屬於臺北州基隆郡貢寮庄，大字下有「撈洞」、「蚊子坑」、「南勢坑」、「北勢坑」小字名。
戰後貢寮庄改制為貢寮鄉，隸屬於臺北縣，大字亦改制為村。2010年（民國99年）12月，臺北縣升格為新北市，貢寮鄉改制為貢寮區，村改制為里。

## 交通
省道台2線即北部濱海公路，大致經過撈洞地區東部海岸地帶，往北轉西可至基隆、金山、石門、淡水等地，往南可至宜蘭縣的頭城、蘇澳等地。

## 學校
- 和美國小

## 外部連結
- 陳文山教授《龍洞岬景點解說》國立台灣大學地質科學系研究所 （页面存档备份，存于）
- 龍洞灣 交通部觀光局 （页面存档备份，存于）
- 龍洞-東北角暨宜蘭海岸國家風景區觀光資訊網 （页面存档备份，存于）
- 龍洞灣海洋公園(龍洞灣)-新北市觀光旅遊網 （页面存档备份，存于）
- 龍洞灣海洋公園-東北角暨宜蘭海岸國家風景區觀光資訊網 （页面存档备份，存于）
- (浮潛、潛水)龍洞灣海洋公園 （页面存档备份，存于）
- 【台灣，你好！】沙發環島空拍鷹眼系列 - 東北角龍洞灣岬2015/7/24卷一